# Chamwino
Chamwino è una circoscrizione urbana (urban ward) della Tanzania situata nel distretto urbano di Dodoma, regione di Dodoma. Conta una popolazione di 19 175 abitanti (censimento 2012).